# Barcza (gmina Masłów)
Barcza – wieś w Polsce, położona w województwie świętokrzyskim, w powiecie kieleckim, w gminie Masłów.
| SIMC    | Nazwa    | Rodzaj    |
| ------- | -------- | --------- |
| 1017037 | Od Chaby | część wsi |

W latach 1975–1998 miejscowość administracyjnie należała do województwa kieleckiego.
Barcza jest punktem początkowym  żółtego szlaku turystycznego prowadzącego na Bukową Górę.
Przez wieś przebiega szlak nieistniejącej już wąskotorowej kolejki leśnej z Nowej Słupi do Zagnańska.
Dojazd z Kielc zapewniają autobusy komunikacji miejskiej linii 12.
Nieopodal miejscowości znajduje się Rezerwat przyrody Barcza, z dwoma kamieniołomami, w których wydobywano w początkach XX w. piaskowce dolnodewońskie.